# Effingham (Kansas)
Effingham é uma cidade localizada no estado americano de Kansas, no Condado de Atchison.

## Demografia
Segundo o censo americano de 2000, a sua população era de 588 habitantes.
Em 2006, foi estimada uma população de 580, um decréscimo de 8 (-1.4%).

## Geografia
De acordo com o United States Census Bureau tem uma área de
1,4 km², dos quais 1,4 km² cobertos por terra e 0,0 km² cobertos por água. Effingham localiza-se a aproximadamente 346 m acima do nível do mar.

## Localidades na vizinhança
O diagrama seguinte representa as localidades num raio de 20 km ao redor de Effingham.